# Discografia formației Hatebreed
Discografia formației Hatebreed, o trupă americană de metalcore, constă din șapte albume de studio, un album video, trei extended playuri, 6 single-uri și 14 videoclipuri.

## Albume

### Albume de studio
| Satisfaction Is the Death of Desire                                               | - Lansat: 11 noiembrie 1997 (US) - Label: Victory - Formate: CD, LP                  | —  | — | —  | —  | —  | —   | —  | —  | —  | —   |
| Perseverance                                                                      | - Lansat: 12 martie 2002 (US) - Label: Universal - Formate: CD, digital download     | 50 | — | —  | —  | —  | —   | —  | —  | —  | 195 |
| The Rise of Brutality                                                             | - Lansat: 28 octombrie 2003 (US) - Label: Universal - Formate: CD, digital download  | 30 | — | —  | —  | —  | —   | —  | —  | —  | —   |
| Supremacy                                                                         | - Lansat: 29 august 2006 (US) - Label: Roadrunner - Formate: CD, digital download    | 31 | — | 32 | 64 | 89 | 112 | 52 | —  | 95 | 101 |
| For the Lions                                                                     | - Lansat: 5 mai 2009 (US) - Label: eOne - Formate: CD, digital download              | 58 | 8 | —  | —  | 88 | —   | —  | —  | —  | —   |
| Hatebreed                                                                         | - Lansat: 29 septembrie 2009 (US) - Label: eOne - Formate: CD, digital download      | 37 | 8 | 68 | 60 | 50 | 156 | 45 | 73 | —  | 163 |
| The Divinity of Purpose                                                           | - Lansat: 29 ianuarie 2013 (US) - Label: Razor & Tie - Formate: CD, digital download | 20 | 1 | —  | 28 | 38 | —   | 25 | 86 | 40 | 144 |
| "—" denotes a recording that did not chart or was not released in that territory. |                                                                                      |    |   |    |    |    |     |    |    |    |     |

### Albume video
| Titlu          | Detalii album                                                 |
| -------------- | ------------------------------------------------------------- |
| Live Dominance | - Lansat: 2 septembrie 2008 (US) - Label: eOne - Formate: DVD |

### Extended play
| Titlu                                  | Detalii                                                                 |
| -------------------------------------- | ----------------------------------------------------------------------- |
| Hatebreed / Neglect (with Neglect)     | - Lansat: 1995 (US) - Label: Stillborn - Formate: 7"                    |
| Under the Knife                        | - Lansat: 13 noiembrie 1996 (US) - Label: Smorgasbord - Formate: CD, 7" |
| Hatebreed / Integrity (with Integrity) | - Lansat: 1997 (US) - Label: Stillborn - Formate: 7"                    |

## Single-uri
| Titlu                      | An   | Album                   |
| -------------------------- | ---- | ----------------------- |
| "I Will Be Heard"          | 2002 | Perseverance            |
| "This Is Now"              | 2003 | The Rise of Brutality   |
| "Ghosts of War"            | 2009 | For the Lions           |
| "Escape"                   | 2009 | For the Lions           |
| "In Ashes They Shall Reap" | 2009 | Hatebreed               |
| "Put It to the Torch"      | 2012 | The Divinity of Purpose |

## Videoclipuri
| Titlu                      | An   | Regizor(i)         |
| -------------------------- | ---- | ------------------ |
| "Before Dishonor"          | 1997 | N/A                |
| "Worlds Apart"             | 1998 | N/A                |
| "I Will Be Heard"          | 2002 | Marc Webb          |
| "Perseverance"             | 2002 | Dale Resteghini    |
| "This Is Now"              | 2003 | Dale Resteghini    |
| "Live for This"            | 2003 | Dale Resteghini    |
| "To the Threshold"         | 2006 | Dale Resteghini    |
| "Defeatist"                | 2006 | Dale Resteghini    |
| "Destroy Everything"       | 2007 | Martin Kame        |
| "Ghosts of War"            | 2009 | Kevin James Custer |
| "Thirsty and Miserable"    | 2009 | Kevin James Custer |
| "In Ashes They Shall Reap" | 2009 | Dale Resteghini    |
| "Everyone Bleeds Now"      | 2010 | Martin Kame        |
| "Put It to the Torch"      | 2013 | Justin Reich       |